# Balthasar van der Ast
Balthasar van der Ast (Middelburg, 1593 o 1594 - Delft, 7 de març de 1657) fou un pintor neerlandès, que va pertànyer a l'Edat d'Or holandesa, d'escenes de natures mortes.

## Biografia
A la mort del seu pare el 1609, un vidu ric, Balthasar van der Ast es va traslladar a viure amb la seva germana Maria, que estava casada amb el pintor de flors Ambrosius Bosschaert el Vell (1573-1621). A les seves primera obres, es pot veure clarament la influència de Bosschaert.
Com a tard, a partir de 1619 va viure a Utrecht, on va ser acceptat al gremi de Sant Lluc. Es creu que Jan Davidszoon de Heem (1606-1683/1684) va ser alumne seu.
A partir de l'any 1632 Van der Ast va viure a Delft i es va casar allà el 1633 amb Margrieta. El matrimoni va tenir dues filles anomenades Maria i Helena. Va morir a Delft al desembre de 1657, sent enterrat a la mateixa ciutat.

## Obra
Balthasar van der Ast es va especialitzar en la seva pintura sobretot en quadres de flors, fruita i petxines, que habitualment reproduïa en obres de petit format. Alegra les seves composicions sovint amb insectes i fins i tot llangardaixos.
Va pintar amb molt de detall i cura la porcellana xinesa molt apreciada als Països Baixos de l'època, i que arribaven al país a través del florent comerç amb la Xina.
Els insectes, els escarabats, les mosques i d'altres petits animals tenen parcialment una funció simbòlica. Així indicava una delicada papallona el caràcter efímer de les flors, mentre que d'altres insectes havien d'indicar la facilitat amb la qual la fruita es corrompia.
En els seus quadres, Van der Ast no sempre es va cenyir a l'època de l'any: per exemple, va ajuntar en un mateix quadre flors que no floreixen al mateix temps.

## Galeria
- Cistella de fruites (c. 1625).
- Cistella de fruita, (1622).
- Natura morta amb petxines (1622).
- Flors en un gerro xinès, (c. 1657).